# Isaïe Nantais
Pour les articles homonymes, voir Nantais.
Isaïe Nantais (1888-1975) est un géographe et topographe canadien (québécois).

## Biographie
D'abord journaliste à Montréal, il entre en 1924 au Service de la protection des Forêts, organisme nouvellement fondé par le gouvernement du Québec. Après avoir enquêté pour la Commission des opérations forestières, Isaïe Nantais devient, en 1940, secrétaire de la Commission de Géographie du Québec. Il le demeure jusqu'à sa retraite en 1960.
Personnage complexe, alliant l'âme d'un poète à l'amateur d'art et à l'amant de la nature, Isaïe Nantais a communiqué de façon déterminante à l'avancement de la toponymie du Québec par ses recherches historiques en profondeur et par la promotion de la réalité française de la province auprès des autorités toponymiques fédérales. Bourreau de travail, il a corrigé tout au long de sa carrière les cartes topographiques, notamment celles produites par Ottawa et a contrôlé la véracité de l'origine de très nombreux toponymes, démontrant leur ancienneté dans la grande majorité des cas. À la demande des gouvernements canadien et québécois, il a aussi baptisé une foule d'entités géographiques du territoire, notamment 600 cantons et de multiples lacs parmi les plus importants, principalement dans le nord du Québec. Enfin, de 1945 à 1955, il a rédigé un dictionnaire manuscrit d'environ 2000 pages sur les lacs du Québec